# Ліна (Вісконсин)
Ліна (англ. Lena) — селище (англ. village) в США, в окрузі Оконто штату Вісконсин. Населення — 537 осіб (2020).

## Географія
Ліна розташована за координатами 44°57′10″ пн. ш. 88°2′54″ зх. д. / 44.95278° пн. ш. 88.04833° зх. д. (44.952757, -88.048282).  За даними Бюро перепису населення США в 2010 році селище мало площу 2,67 км², з яких 2,66 км² — суходіл та 0,01 км² — водойми.

## Демографія
Згідно з переписом 2010 року, у селищі мешкали 564 особи в 251 домогосподарстві у складі 143 родин. Густота населення становила 211 осіб/км².  Було 275 помешкань (103/км²).
Расовий склад населення:
| - 96,6 % — білих - 1,4 % — корінних американців - 0,2 % — азіатів |

До двох чи більше рас належало 1,6 %. Частка іспаномовних становила 1,8 % від усіх жителів.
За віковим діапазоном населення розподілялося таким чином: 23,4 % — особи молодші 18 років, 61,2 % — особи у віці 18—64 років, 15,4 % — особи у віці 65 років та старші. Медіана віку мешканця становила 37,8 року. На 100 осіб жіночої статі у селищі припадало 101,4 чоловіків;  на 100 жінок у віці від 18 років та старших — 92,9 чоловіків також старших 18 років.
Середній дохід на одне домашнє господарство  становив 57 570 доларів США (медіана — 41 538), а середній дохід на одну сім'ю — 67 218 доларів (медіана — 52 500). Медіана доходів становила 40 341 долар для чоловіків та 36 375 доларів для жінок. За межею бідності перебувало 11,4 % осіб, у тому числі 25,2 % дітей у віці до 18 років та 7,4 % осіб у віці 65 років та старших.
Цивільне працевлаштоване населення становило 255 осіб. Основні галузі зайнятості: виробництво — 45,1 %, освіта, охорона здоров'я та соціальна допомога — 13,3 %, будівництво — 9,0 %, роздрібна торгівля — 7,5 %.